# دلفين تشيلي
دلفين تشيلي أو دلفين رأسي الخطم تشيلي (الاسم العلمي: Cephalorhynchus eutropia) (بالإنجليزية: Black dolphin)‏ هو نوع من الحيتانيات يتبع جنس دلفين رأسي الخطم من فصيلة الدلافين المحيطية.